# Ganns ödekyrka
Ganns ödekyrka som är belägen norr om Lärbro i Lärbro socken på norra Gotland, uppfördes under 1200-talet för Ganns församling, men blev troligtvis övergiven redan under 1500-talet. Kyrkan användes dock sporadiskt för gudstjänster in på 1600-talet och en sägen låter oss veta, att när Israel Kolmodin skulle hålla högmässa i kyrkan midsommardagen 1692, så kom han för tidigt. Under tiden han väntade gick han bort till Hångers källa i närheten och inspirerades där till att skriva Den blomstertid nu kommer.   
Kyrkoruinen konserverades 1924 och är numera ett attraktivt turistmål.

## Bilder

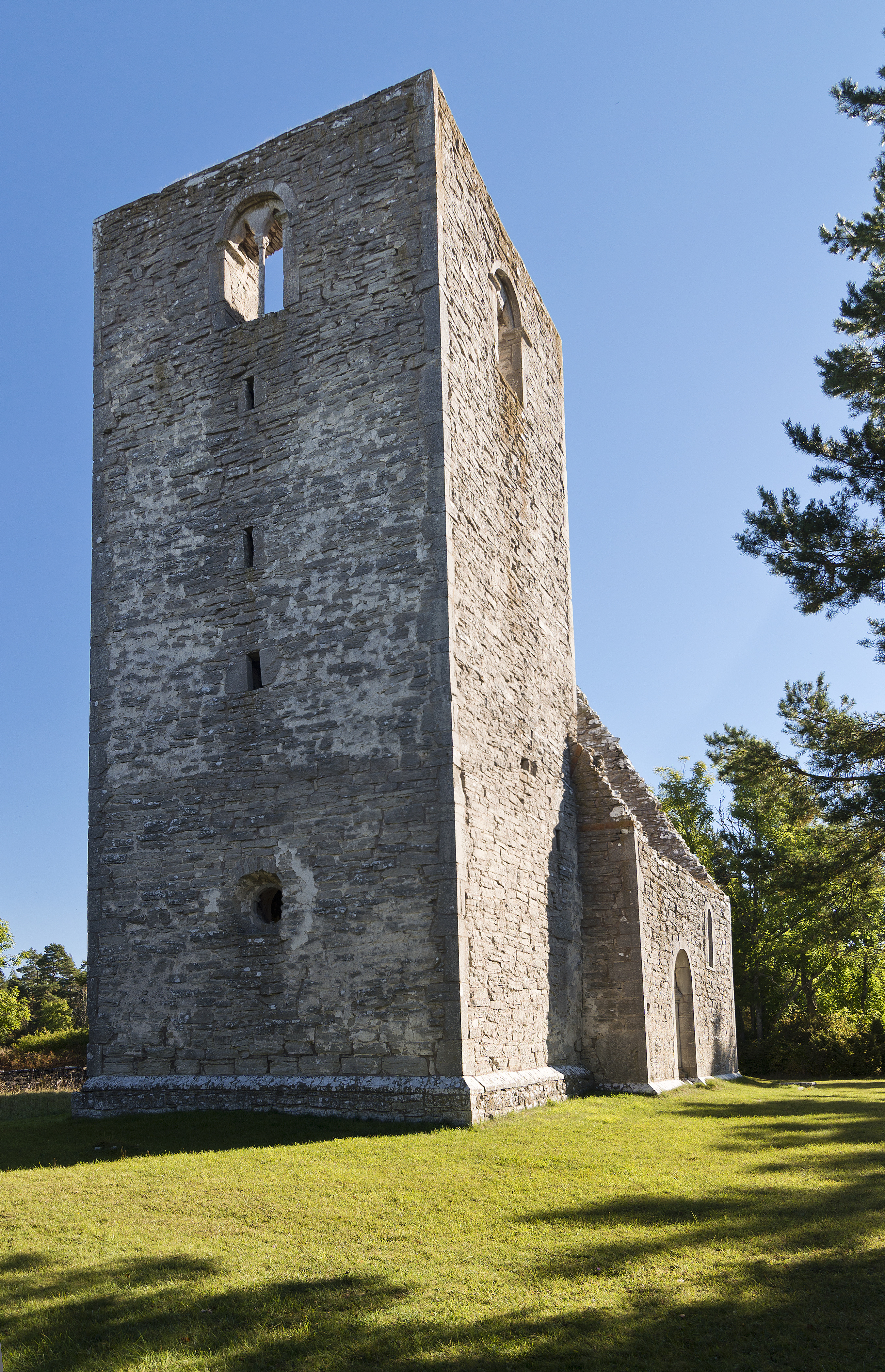

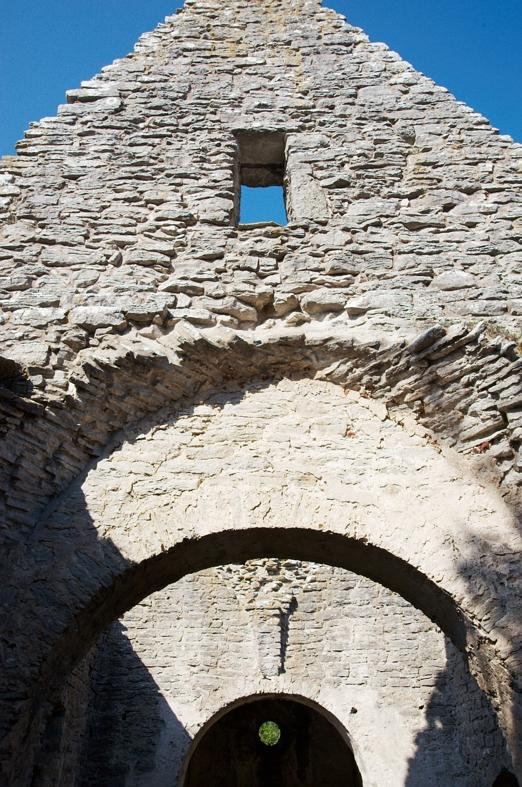
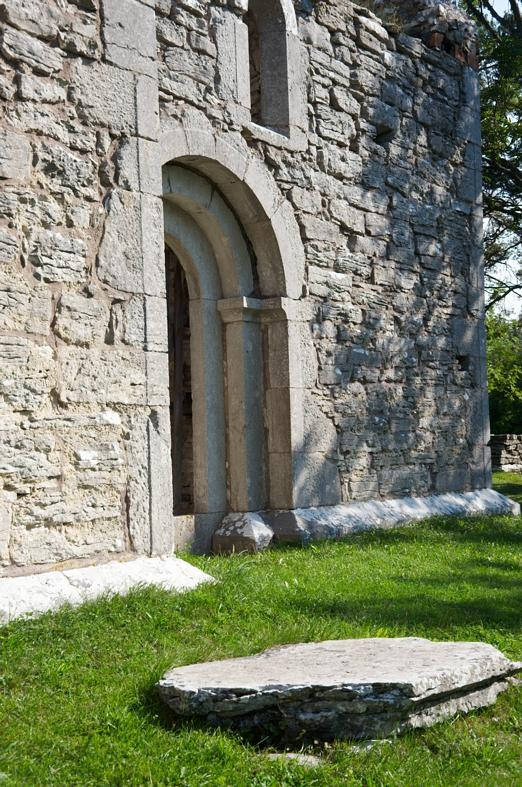
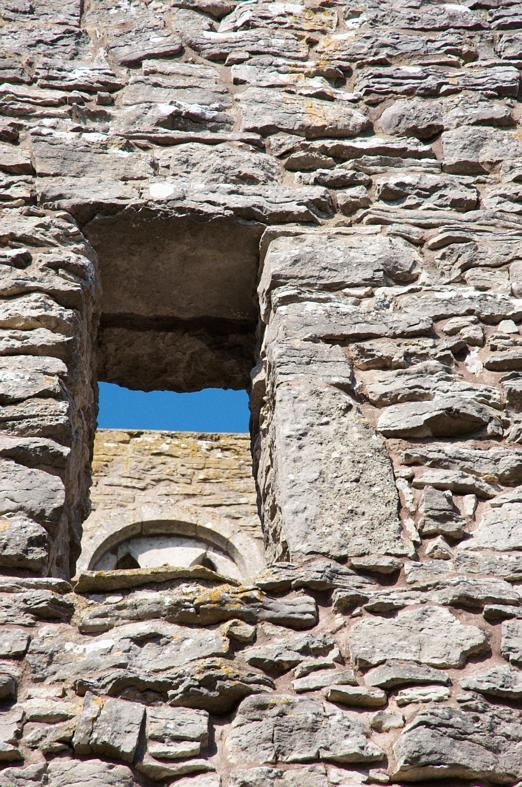

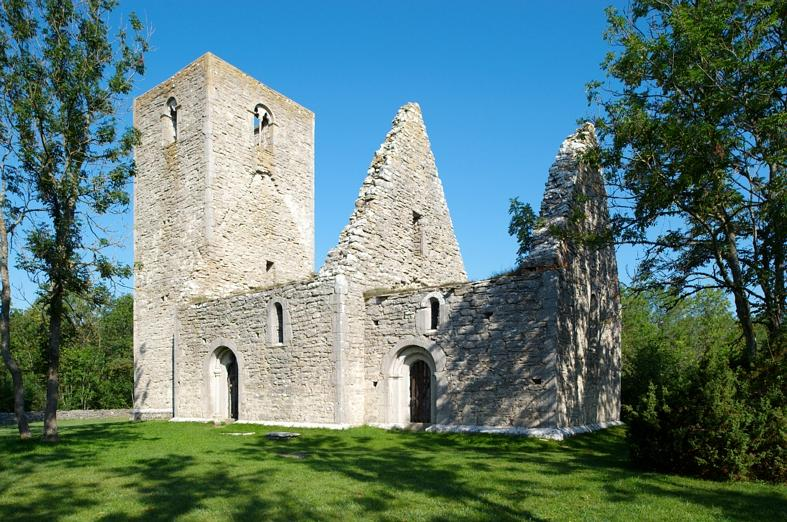
Exteriör sedd från söder.
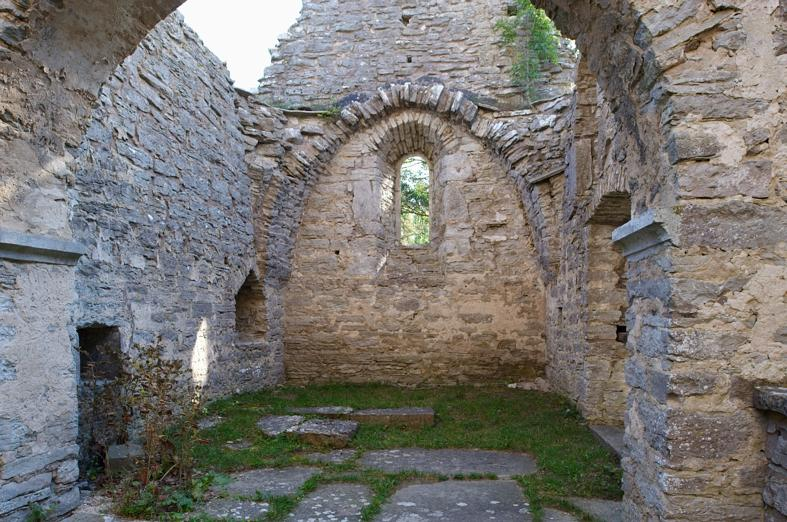